# Príslop nad Bielou
Príslop nad Bielou (ok. 820 m) – przełęcz na Słowacji w Krywańskiej części Małej Fatry. Znajduje się we wschodnim grzbiecie Małego Rozsutca, który poprzez przełęcz Zákres biegnie do doliny Zázrivki. Grzbiet ten oddziela dolinę Petrovskiego potoku od  doliny potoku Biela.  Príslop nad Bielou znajduje się mniej więcej w połowie długości  grzbietu, pomiędzy nienazwanym szczytem 1284 m a wierzchołkiem Čapica (875 m).
W pobliżu przełęczy znajduje się ujęcie wody w postaci koryt. Rejon przełęczy jest trawiasty, są to łąki i pola dwóch osad miejscowości Zázrivá; południowo-wschodnie stoki należą do osady Biela, północne do osady Petrová. Na przełęczy krzyżują się dwa szlaki turystyczne. Podejście szlakiem czerwonym przez las powyżej przełęczy jest trudne; jest bardzo strome, słabo znakowane i praktycznie brak tutaj ścieżki. Szlak żółty prowadzi łagodnie, trawersując niemal na tej samej poziomicy grzbiet poniżej Białych Ścian.

## Szlaki turystyczne
Zázrivá – Petrová –  Príslop nad Bielou –  Zákres (3 h, ↓ 2.05 h) – Medzirozsutce (10 min)
  Príslop nad Bielou – Pod Medziholím.

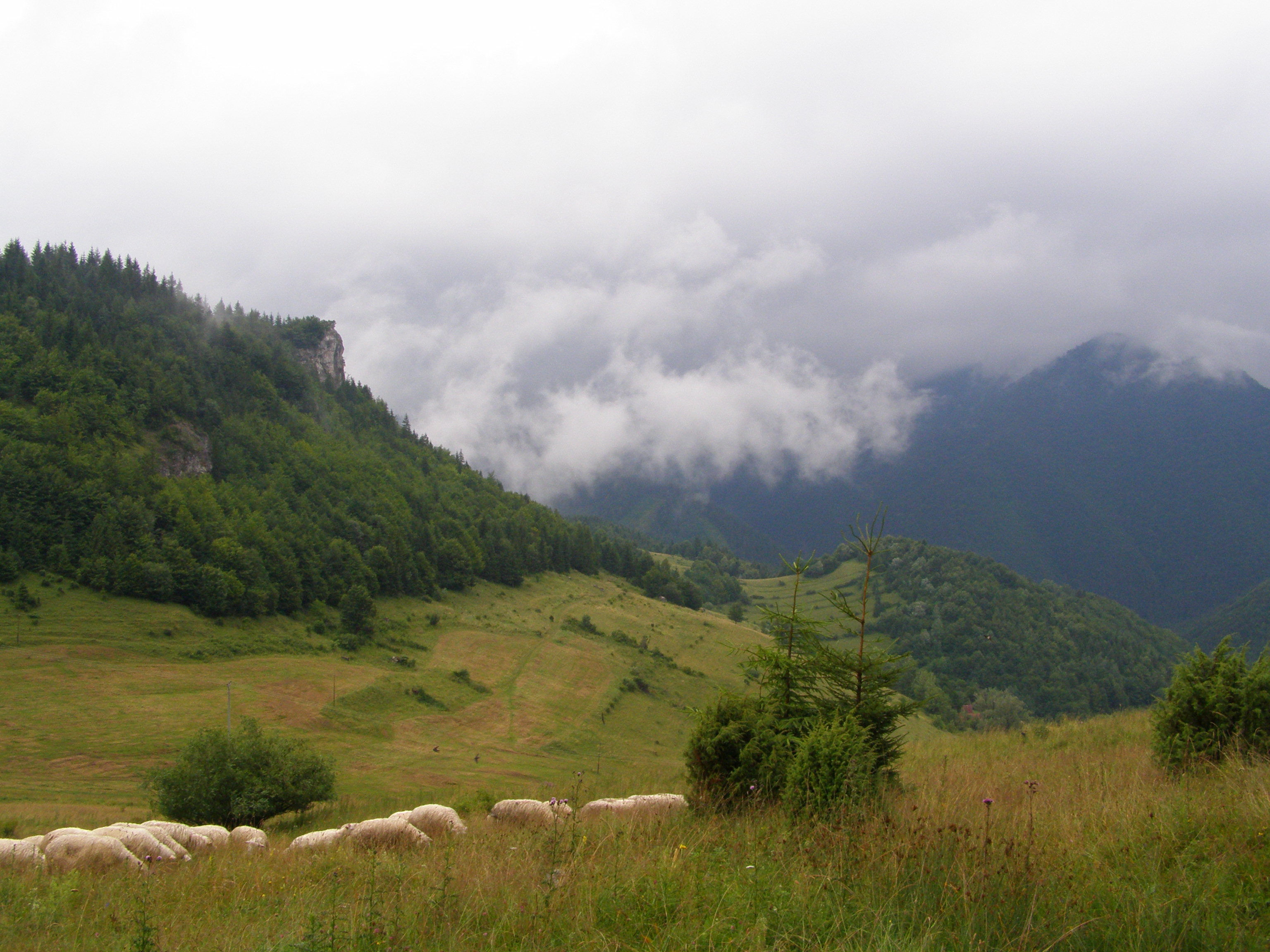
Okolice przełęczy